# 田部村 (青森県)
田部村（たべむら）は、かつて青森県にあった村。

## 沿革
- 1889年（明治22年）4月1日 - 町村制施行により三戸郡福田村、森越村、法師岡村、杉沢村、埖木村が合併し、田部村が発足。
- 1949年（昭和24年）4月1日 - 大字森越を分離し三戸郡北川村に編入。
- 1955年（昭和30年）4月1日 - 三戸郡地引村と合併して福地村となり消滅。